# Bischholtz
Bischholtz (Bischholz in tedesco e Bíscholz in dialetto alsaziano) è un comune francese di 256 abitanti situato nel dipartimento del Basso Reno nella regione del Grand Est.

## Società

### Evoluzione demografica
Abitanti censiti